# Episodi di The Astronaut Wives Club
La prima e unica stagione della serie televisiva The Astronaut Wives Club, composta da 10 episodi, è stata trasmessa negli Stati Uniti sul canale ABC dal 18 giugno al 20 agosto 2015.
In Italia, la stagione è stata trasmessa da LA7 dall'8 al 19 luglio 2019. Dopo la trasmissione dei primi 4 episodi nella sera dell'8 luglio, la serie è stata subito sospesa dalla prima serata per bassi ascolti. È stata quindi trasmessa la settimana successiva nel pomeriggio, con due episodi giornalieri. Il 15 luglio è iniziata la trasmissione, sempre con un quadruplo episodio, anche su La7d, nello stesso slot serale in cui sarebbe dovuta proseguire su LA7.
| n° | Titolo originale | Titolo italiano           | Prima TV USA   | Prima TV Italia |
| -- | ---------------- | ------------------------- | -------------- | --------------- |
| 1  | Launch           | Il lancio                 | 18 giugno 2015 | 8 luglio 2019   |
| 2  | Protocol         | Le regole del protocollo  | 25 giugno 2015 | 8 luglio 2019   |
| 3  | Retroattitude    | Prossima tappa: Huston    | 2 luglio 2015  | 8 luglio 2019   |
| 4  | Liftoff          | Benvenute a Huston        | 9 luglio 2015  | 8 luglio 2019   |
| 5  | Flashpoint       | Aria di cambiamento       | 16 luglio 2015 | 17 luglio 2019  |
| 6  | In the Blind     | Problemi da risolvere     | 23 luglio 2015 | 17 luglio 2019  |
| 7  | Rendezvous       | Nuove richieste           | 30 luglio 2015 | 18 luglio 2019  |
| 8  | Abort            | Rallentare?               | 6 agosto 2015  | 18 luglio 2019  |
| 9  | The Dark Side    | Il lato oscuro della Luna | 13 agosto 2015 | 19 luglio 2019  |
| 10 | Landing          | L'uomo sulla Luna         | 20 agosto 2015 | 19 luglio 2019  |